# 4가지 하우스
《4가지 하우스》는 2018년 1월 29일에 MBC EVERY1에서 방영된 드라마이다.

## 등장 인물
- 이재진 : 선민 역
- 주니 : 나윤 역
- 남윤수 : 준하 역
- 남이안
- 이상 : 한승 역